# 痙性斜頸
痙性斜頸（けいせいしゃけい、Spasmodic torticollis）とは首が左右上下のいずれかに傾く、捻じれる、震えるといった不随意運動を引き起こす局所性ジストニアの一種。頸部ジストニア（Cervical Dystonia）とも呼ばれる。日本神経学会の正式用語は攣縮性斜頸である。

## 症状
胸鎖乳突筋、僧帽筋、板状筋などの異常緊張により本人の意思とは関係なく首が不自然な姿勢となり、筋肉に痛み、痺れや振戦を伴う場合が多い。頸部や肩の痛みのみを症状とする場合も見られることから、一部の肩こりは痙性斜頸であるという報告もある。
姿勢異常は患者によって異なる。
精神緊張や運動により悪化することが多い。
日常生活では横臥安静で十分な休養をとる事、心理負担を極力軽減するなどが良いとされる。
無理なストレッチ、首周辺の筋肉の鍛錬は症状の悪化に繋がるという指摘もある。
まれに自然治癒もするが、数年のうちに再発するケースが目立つ。治癒こそ難しいものの、適切な治療により寛解する患者は少なくない。

## 疫学
好発年齢は30〜40代だが、未成年での発症例も少なくない。海外では女性に多いとされるが、日本では男性の発症例が若干多い。

## 原因
原因は解明されていないが、大脳の運動姿勢プログラムの異常によると推定されている。
過労、心理的ストレス、無理のある姿勢の継続、交通事故などがきっかけとなる事も多いとされる。

## 診療科
神経内科、脳神経外科、整形外科など。

## 治療法
下記のような対症療法がある。

### 理学療法的アプローチ
自律訓練法によるリラックス、バイオフィードバックなどが有効な場合もある。

### ボツリヌス療法
ボツリヌストキシンの筋注が保険適応であり、各国のガイドラインで第一選択とされる。
実技・講習セミナーを受けた医師のみが筋注可能ではあるがその敷居は低く、医師の誰もが治療の効果を発揮できるとは限らない。病院で常備する事は禁じられているため、通常ではこの治療を行うことが決定してから薬剤を入手まで2週間程度の時間を要してから治療する。
痙性斜頸では、通常30〜240単位を使用するが、初回は少量（最大60単位）の注射しか認められていない。
これは日本以外の国と比べ少ない用量であり、その為、初回注射での著効率は必ずしも高くない。
多くの場合、著効までは数回の施注が必要とされる。
効果は通常3～4ヶ月程度持続する。

### 外科的治療
定位脳手術（脳深部刺激療法、脳破壊[凝固]術）、選択的末梢神経遮断術、副神経減圧術などがある。

### 鍼灸治療
頸部ジストニアに関して鍼灸治療が有効であるという報告がある。

## その他
一般だけでなく医療関係者の間でも認知度は決して高いとは言えない状況から、適切な診療を受けられる病院・診療科にたどり着くまで時間が掛かってしまう患者も少なくない。

## 判別を要する斜頸
- 斜頸